# آرنولد، شهرستان مورگان، ایلینوی
آرنولد (به انگلیسی: Arnold) یک منطقهٔ مسکونی در ایالات متحده آمریکا است که در شهرستان مورگان، ایلینوی واقع شده است. آرنولد ۱۹۵٫۰۷ متر بالاتر از سطح دریا واقع شده است.